# Oleksandr Klymenko (Fotoreporter)

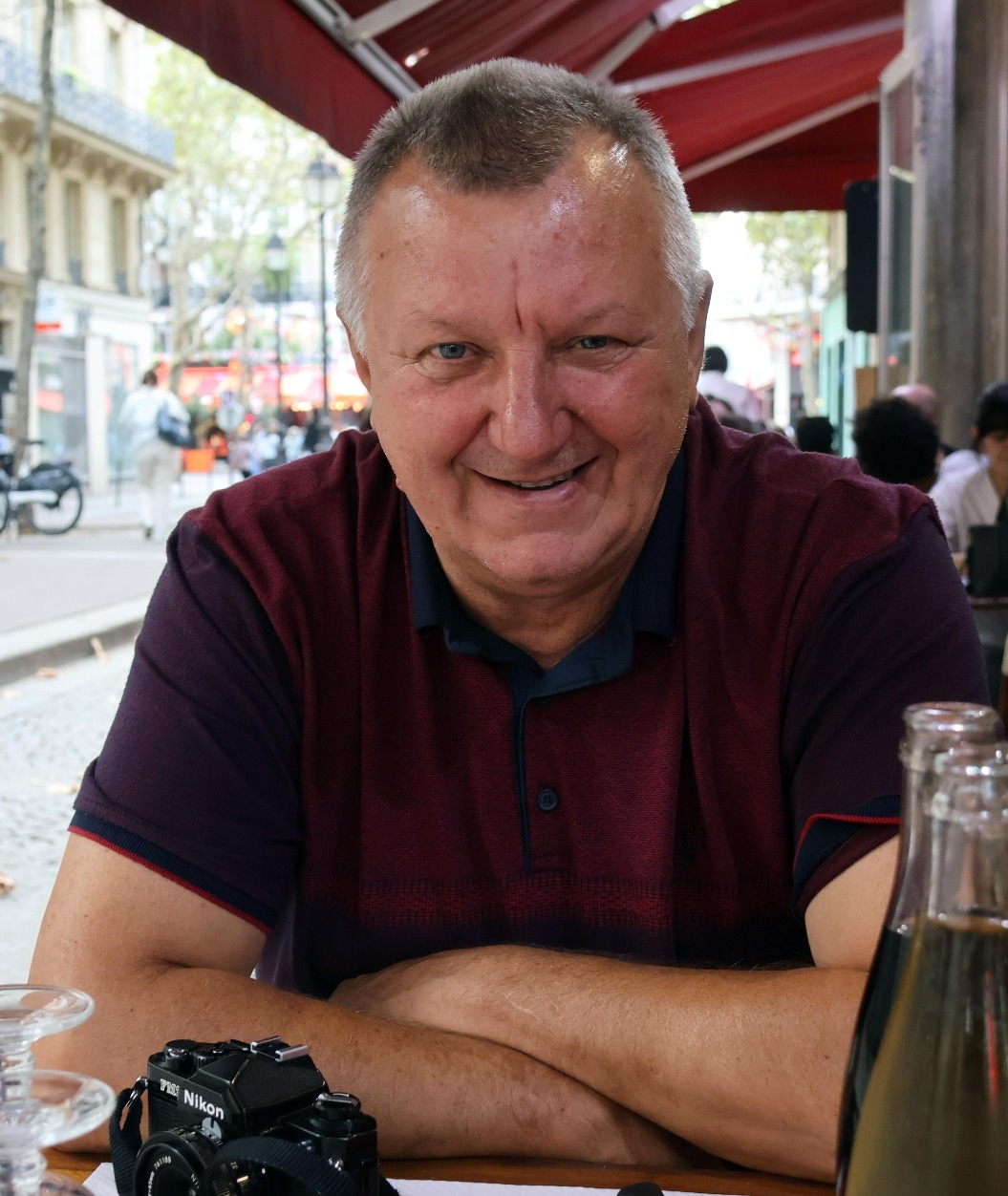
Oleksandr Klymenko (2024)

Oleksandr Klymenko (ukrainisch Олександр Петрович Клименко; wiss. Transliteration Oleksandr Petrovyč Klymenko; * 22. Juni 1960 in Wyssoke (Nischyn), Oblast Tschernihiw) ist ein ukrainischer Fotokorrespondent.

## Leben
Nach dem zweijährigen Wehrdienst nahm er ein Studium des Journalismus an der Schewtschenko-Universität Kiew auf, das er 1986 abschloss. Anschließend arbeitete er bis 1990 bei der Zeitung „Ssilski wisty“. Seit 1991 wirkt er als Fotokorrespondent für die Parlamentszeitung Holos Ukrajiny.
In den 1990er Jahren arbeitete er eng zusammen mit damals in Kiew akkreditierten Journalisten des deutschen Journals Der Spiegel und der spanischen Tageszeitung El Pais.
Seine Tätigkeit als Kriegsreporter führte Klymenko nach Transnistrien, ins ehemalige Jugoslawien, nach Sierra Leone, in den Libanon, nach Kuweit, Liberia, in die Elfenbeinküste, in den Süd-Sudan und den Kongo. Seine Fotos seit Anbeginn der Selbständigkeit der Ukraine sind in mittlerweile sechs Fotobänden veröffentlicht, seine Aufnahmen aus dem russischen Angriffskrieg auf die Ukraine sind Teil jetziger öffentlicher Kiewer Straßen-Ausstellungen.
Klymenko lehrte 2008 bis 2012 an seiner Alma Mater Foto-Journalismus.

## Auszeichnung
- Verdienstorden der Ukraine Dritter Klasse (2015).

## Fotoausstellungen
Fotoausstellungen u. a. im UN-Hauptquartier in New York (2012), in den NATO-Hauptquartieren in Brüssel (2012, 2013, 2014), Litauen (2015), Polen (2015, 2016), Luxemburg (2015).

## Buchveröffentlichungen
- Ukraїna. 10 rokiv postupu. Spalach, Kyїv 2001, ISBN 966-512-116-2.
- Myrotvoča dijalnist’ ukraїns’koho vijs’ka. Perše desjatylittja. Neopalyma kupyna, Kyїv 2004, ISBN 966-8093-24-0.
- Kriz’ vohon’ i sl’ozy. / Through the Fire and Tears. Pres-KIT, Kyїv 2009, ISBN 978-611-528-002-5.
- Frontovyj al’bom. Nebo vpalo pid zemlju / Frontline album. AVIAZ, Kyїv 2016, ISBN 978-617-7209-05-7.
- Jurij Nesterjak, Julija Nesterjak, Oleksandr Klymenko: Vid majdanu do majdanu: novitnja istorija ukraїns’koї žurnalistyky (1989–2019). Navčal’nyj posibnyk. Akademija, Kyїv 2023, ISBN 978-966-580-655-4.
- Yurii Nesteriak, Yuliia Nesteriak, Oleksandr Klymenko: From Maidan to Maidan. The Newest History of Ukrainian Journalism (1989–2019). Akademiya, Kyїv 2023, ISBN 978-966-580-691-2.
- Jurij Nesterjak, Julija Nesterjak, Oleksandr Klymenko: Vid Maidaniv do vijny. Žurnalistyka nezaležnoї Ukraїny (1989–2022). Kyїv 2024, ISBN 978-966-580-655-4.

## Biografische Angaben
- Kriz’ vohon’ i sl’ozy. / Through the Fire and Tears. Pres-KIT, Kyїv 2009, S. 316–317.